# Mód Aladár
Mód Aladár (polgári neve Oszkó Aladár, álneve: Major János, Szűts István; Karakó, 1908. augusztus 20. – Budapest, 1973. november 21.) történész, egyetemi tanár, író, a történelemtudományok doktora (1955).
Öccse Oszkó Gyula.
Nem ismert, milyen okból vette fel ifjúkori mozgalmi társa, Mód Péter családnevét, akivel egyébként nem állt rokoni kapcsolatban.

## Élete
Kisbirtokos parasztcsaládban született és nevelkedett. A család kivándorolt Amerikába, de néhány év után hazatértek. Ezt követően apja a MÁV-nál helyezkedett el, így Újpestre költöztek. A Munkácsy Gimnáziumban érettségizett, majd a Pázmány Péter Tudományegyetemen magyar–latin szakos tanárnak készült. Csatlakozott a  kommunista egyetemisták mozgalmához. Eleinte saját nevén, majd Major János álnév alatt szerkesztette az egyetem Virradat című baloldali lapját. 1932-ben belépett az illegális kommunista pártba (KMP). Még ebben az évben több diáktársával együtt baloldali röpiratok terjesztése miatt letartóztatták, de négy hónap vizsgálati fogságot követően vádemelés nélkül kiszabadult. Így megszerezhette a diplomáját, de baloldali nézetei miatt nem taníthatott.
A két világháború között a marxista filozófia tanulmányozásával foglalkozott, jelentős elméleti és gyakorlati párttevékenységet végzett. Jövedelmét óraadással egészítette ki. Cikkeket, tanulmányokat, vitairatokat tett közzé a baloldali sajtóban. Ezeket a publicisztikai írásait a Gondolat, a Népszava, a Kelet Népe és a Szabad Szó közölte. Oszkó Aladár néven a Szabadon (1931–32) című folyóirat szerkesztője volt. 1934-ben készült el első könyve, a Materialista lételmélet.
A függetlenségi mozgalomban való részvételéért 1941-ben bebörtönözték. A nevezetes 1942. március 15-i tüntetés után el  kellett menekülnie és dunántúli falvakban bujkált. 
A második világháború alatt az antifasiszta népfrontpolitika támogatására írta meg Révai József munkái nyomán a Habsburg-ellenes nemzeti függetlenségi küzdelmeket párhuzamba állító 400 év – Küzdelem az önálló Magyarországért című 1943-ban megjelent és máig vitatott, nagy hatású történeti összefoglaló művét.
A kötet miatt letartóztatták és bíróság elé állították, de mivel az illegális kommunista tevékenységet nem tudták bizonyítani, szabadon bocsátották. Perében Bajcsy-Zsilinszky Endre is tanúskodott mellette. Művében kifejtett gondolatok az 1950-es években a hivatalos tudománypolitika rangjára emelkedtek.
Kiszabadulása után elhagyta Budapestet, és csak 1944 októberében tért vissza. 1944. decemberétől az ellenállási mozgalomban az újpesti partizáncsoport összekötője volt.
1945. áprilisában az Ideiglenes Nemzetgyűlés tagjává választották, majd a következő három választáson is sikerült megőriznie mandátumát. Ezzel párhuzamosan az újpesti képviselő-testület tagja volt 1945–1948 között.
1945 után az Magyar Kommunista Párt (MKP) Gazdasági Bizottságának titkára, a Szabad Nép munkatársa, 1946–1953 között a Párt elméleti folyóiratának, a Társadalmi Szemlének volt a felelős szerkesztője.
1947 őszétől az MKP Központi Vezetőség oktatási osztálya, 1949-től a köznevelési osztály, 1950-től az MDP KV agitációs és propagandaosztálya helyettes vezetője lett.
1954-től volt az Eötvös Loránd Tudományegyetem (ELTE) tanára. 1955-ben szerezte meg a történettudomány doktora fokozatot. 1957-től haláláig az általa alapított tudományos szocializmus tanszék vezetője.
1954–1961 között a Társadalom- és Természettudományi Ismeretterjesztő Társulat (TTIT), illetve a Tudományos Ismeretterjesztő Társulat (TIT) főtitkára volt. Tagja volt a Hazafias Népfront Országos Tanácsának. Budapesten hunyt el.

## Munkássága
Tudományos, történészi és filozófiai munkássága keretében foglalkozott az 1848–49. évi forradalom és szabadságharc értékelésével újszerű megvilágításba helyezve a kérdéskört. Tanulmányozta Marx és a magyar történelem kapcsolatát (Marx und die ungarische Geschichte, Acta Historica, 1954). Kutatta az 1918–1919-es forradalmak, valamint a munkásmozgalom történetét. Az 1960-as években felmerült problémák kapcsán kezdte elméletileg is elemezni a kialakult nemzetközi helyzetet, a háború és a béke stratégiáját. Foglalkozott továbbá az 1945 utáni fejlődés problémáival, a szocialista hazafiság kérdéskörével, a nemzetfogalom változásaival.

## Művei
- Materialista lételmélet, Budapest, 1934
- 400 év – Küzdelem az önálló Magyarországért,[7] Bartsch Sándor kiadása, Budapest, 1943; Szikra Kiadó, Budapest, 1945, 1951, 1954
- Mód Aladár–Ember Győző–Nemes Dezső–Andics Erzsébet–Hanák Péter–Waldapfel József–Kenyeres Júlia: Forradalom és szabadságharc 1848–1849, Szikra Irodalmi és Lapkiadó Vállalat, Budapest, 1948
- Pártharcok és a kormány politikája 1848–49-ben, Budapest, 1949
- 1849 és politikai öröksége, Budapest, 1949
- Marxizmus és hazafiság, Budapest, 1956
- Korunk vitája, Budapest, 1965
- Sors és felelősség, (tanulmányok), Budapest, 1967
- Válaszutak 1918–1919, Magvető, Budapest, 1970
- Korunk jellegéhez, Budapest, 1971
- Nemzet és szocialista nemzet (tanulmányok), Budapest, 1974

Szerkesztésében megjelent művek:
- Szerk.: Petőfi és a szabadságharc, Szikra, Budapest, 1945
- Szerk.:[8] Olvasókönyv a marxizmus-leninizmus tanulmányozására I-II., Szikra, Budapest, 1949
- Szerk.: A tudományos szocializmus és munkásmozgalom története I–II., egyetemi, főiskolai jegyzet, Budapest, 1963-64, több kiadásban